# Pieter van den Broek
Pieter van den Broek (Rotterdam, 5 augustus 1856 – Paramaribo, 18 april 1929) was administrateur en politicus in Suriname.
Hij werd geboren als zoon van Pieter van den Broek (1824-1857) en Catharina Margaretha Siepman (1828-1898). In 1887 trouwde hij in Suriname met Cornelia Mendina Amiabel (1861-1943). Hij was administrateur van plantages en procuratiehouder maar hij was ook actief in de politiek. In 1890 werd hij door de gouverneur voor een jaar benoemd lid van de Koloniale Staten en in 1891 werd hij voor nog een jaar herbenoemd.
Van den Broek overleed in 1929 op 72-jarige leeftijd.